# Sandra Oxenryd
Sandra Oxenryd (ur. 1 października 1982 w Kristinehamn) – szwedzka piosenkarka. Zwyciężczyni czwartej edycji programu Fame Factory, reprezentantka Estonii podczas 51. Konkursu Piosenki Eurowizji (2006).

## Życiorys

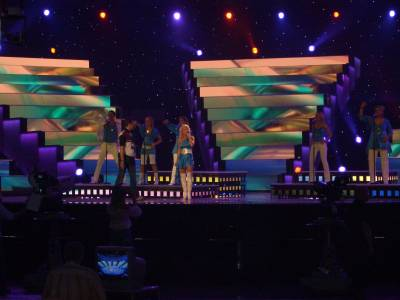
Sandra Oxenryd w trakcie prób do występu podczas 51. Konkursu Piosenki Eurowizji w 2006

Sandra Oxenryd rozpoczęła swoją karierę muzyczną w wieku 11 lat, występując w programach krajowej telewizji. W 2005 wzięła udział w czwartej edycji programu Fame Factory, który ostatecznie wygrała. Również w 2005 nagrała i wydała (pod szyldem wytwórni Mariann Records) swój debiutancki album studyjny pt. All There Is, którego producentem został Bert Karlsson. Wydawnictwo promował singiel „At Your Side”.
Pod koniec 2005 zgłosiła się do udziału w Eurolaul 2006, estońskich eliminacjach do 51. Konkursu Piosenki Eurowizji, i zakwalifikowała się do stawki finałowej selekcji z utworem „Through My Window” autorstwa Pearu'a Paulusa, Ilmara Laisaara, Alara Kotkasa i Jany Hallas. Wokalistka wystąpiła jako szósta w kolejności podczas koncertu finałowego, zorganizowanego 4 lutego w ETV Stuudio i zdobyła łącznie 90 punktów od międzynarodowej komisji jurorskiej (w składzie: Maja Tatic z Bośni i Hercegowiny, Marija Naumova z Łotwy, Jürgen Meier-Beer z Niemiec, Sietse Bakker z Holandii, Jari Sillanpää z Finlandia, John Groves z Wielkiej Brytanii, Sandra Studer ze Szwajcarii, Urša Vlašic ze Słowenii, Bo Halldorsson z Islandii i Kobi Oshrat z Izraela), zostając tym samym reprezentantką Estonii podczas Konkursu Piosenki Eurowizji. Oxenryd wystąpiła z 21. numerem startowym w półfinale imprezy, który odbył się 18 maja na terenie Stadionu Olimpijskiego w Atenach, i zdobyła w sumie 28 punktów, zajmując 18. miejsce w końcowej klasyfikacji, nie zdobywając awansu do finału. Podczas występu towarzyszył jej chórek, w którym zaśpiewali: Jelena Juzvik, Dagmar Oja, Carita Nyström i Emma Andersson.
We wrześniu 2007 wzięła udział w przesłuchaniach do piątej norweskiej edycji programu Idol, jednak nie zakwalifikowała się do stawki finałowej. W 2008 wystąpiła z piosenką „Superhero” w koncercie Piosenka dla Europy 2008, polskich eliminacjach do 53. Konkursu Piosenki Eurowizji. 23 lutego wystąpiła jako dziesiąta w kolejności podczas finału selekcji i zajęła ósme miejsce, zdobywając 9 punktów od telewidzów i komisji jurorskiej.

## Dyskografia

### Albumy studyjne
| Rok  | Tytuł                                   |
| ---- | --------------------------------------- |
| 2005 | All There Is - Wydawca: Mariann Records |